# American Hockey League 1973-1974
La stagione 1973-1974 è stata la 38ª edizione della American Hockey League, la più importante lega minore nordamericana di hockey su ghiaccio. Le due divisioni cambiarono denominazione, la East divenne la North Division, mentre la West divenne la South Division. La stagione vide al via dodici formazioni e al termine dei playoff gli Hershey Bears conquistarono la loro quinta Calder Cup sconfiggendo i Providence Reds 4-1.

## Stagione regolare

### Classifiche
North Division
|  | Pos. | Squadra               | Pt | G  | V  | S  | N  | GF  | GS  | DR  |
|  | ---- | --------------------- | -- | -- | -- | -- | -- | --- | --- | --- |
|  | 1.   | Rochester Americans   | 97 | 76 | 42 | 21 | 13 | 296 | 248 | +48 |
|  | 2.   | Providence Reds       | 88 | 76 | 38 | 26 | 12 | 330 | 244 | +86 |
|  | 3.   | Nova Scotia Voyageurs | 86 | 76 | 37 | 27 | 12 | 263 | 223 | +40 |
|  | 4.   | New Haven Nighthawks  | 80 | 76 | 35 | 31 | 10 | 291 | 275 | +16 |
|  | 5.   | Boston Braves         | 59 | 76 | 23 | 40 | 13 | 239 | 297 | -58 |
|  | 6.   | Springfield Kings     | 57 | 76 | 21 | 40 | 15 | 251 | 327 | -76 |

South Division
|  | Pos. | Squadra             | Pt | G  | V  | S  | N  | GF  | GS  | DR  |
|  | ---- | ------------------- | -- | -- | -- | -- | -- | --- | --- | --- |
|  | 1.   | Baltimore Clippers  | 94 | 76 | 42 | 24 | 10 | 310 | 232 | +78 |
|  | 2.   | Hershey Bears       | 92 | 76 | 39 | 23 | 14 | 320 | 241 | +79 |
|  | 3.   | Cincinnati Swords   | 91 | 76 | 40 | 25 | 11 | 273 | 233 | +40 |
|  | 4.   | Richmond Robins     | 58 | 76 | 22 | 40 | 14 | 248 | 320 | -72 |
|  | 5.   | Jacksonville Barons | 56 | 76 | 24 | 44 | 8  | 244 | 334 | -90 |
|  | 6.   | Virginia Wings      | 54 | 76 | 22 | 44 | 10 | 216 | 307 | -91 |

Legenda:

      Ammesse ai Playoff
Note:

Due punti a vittoria, un punto a pareggio, zero a sconfitta.

### Statistiche
Classifica marcatori
| Giocatore      | Squadra               | PG | Gol | Assist | Punti |
| -------------- | --------------------- | -- | --- | ------ | ----- |
| Steve West     | New Haven Nighthawks  | 76 | 50  | 60     | 110   |
| Marc Dufour    | Baltimore Clippers    | 74 | 42  | 62     | 104   |
| Art Stratton   | Rochester Americans   | 76 | 24  | 71     | 95    |
| Bobby Rivard   | Baltimore Clippers    | 76 | 36  | 56     | 92    |
| Barry Merrell  | Rochester Americans   | 75 | 28  | 59     | 87    |
| Larry Fullan   | Nova Scotia Voyageurs | 76 | 37  | 47     | 84    |
| Rick Middleton | Providence Reds       | 63 | 36  | 48     | 84    |
| Murray Kuntz   | Rochester Americans   | 73 | 51  | 31     | 82    |
| Doug Gibson    | Boston Braves         | 76 | 31  | 51     | 82    |
| Howie Menard   | Baltimore Clippers    | 73 | 42  | 39     | 81    |
|                |                       |    |     |        |       |

Classifica portieri
| Giocatore      | Squadra               | PG | MGS  |  |
| -------------- | --------------------- | -- | ---- |  |
| Jim Shaw       | Nova Scotia Voyageurs | 41 | 2.68 |  |
| Ken Lockett    | Baltimore Clippers    | 37 | 2.79 |  |
| Gary Bromley   | Cincinnati Swords     | 34 | 2.80 |  |
| Curt Ridley    | Providence Reds       | 39 | 2.87 |  |
| Gary Inness    | Hershey Bears         | 20 | 2.89 |  |
| Lynn Zimmerman | Rochester Americans   | 46 | 2.90 |  |
| Dave Elenbaas  | Nova Scotia Voyageurs | 39 | 2.96 |  |
| Lyle Carter    | New Haven Nighthawks  | 37 | 2.97 |  |
| Tim Regan      | Cincinnati Swords     | 31 | 3.07 |  |
| Denis DeJordy  | Baltimore Clippers    | 42 | 3.23 |  |
|                |                       |    |      |  |

## Playoff
|  | Primo turno | Primo turno           | Primo turno     |               |                 | Semifinali           | Semifinali | Semifinali |  |  | Calder Cup | Calder Cup      | Calder Cup |
|  |             |                       |                 |               |                 |                      |            |            |  |  |            |                 |            |
|  | N1          | Rochester Americans   | 2               |               |                 |                      |            |            |  |  |            |                 |            |
|  | N4          | New Haven Nighthawks  | 4               |               |                 |                      |            |            |  |  |            |                 |            |
|  | N4          | New Haven Nighthawks  | 4               |               | N4              | New Haven Nighthawks | 0          |            |  |  |            |                 |            |
|  |             |                       |                 |               | N4              | New Haven Nighthawks | 0          |            |  |  |            |                 |            |
|  |             | N2                    | Providence Reds | 4             |                 |                      |            |            |  |  |            |                 |            |
|  | N2          | N2                    | Providence Reds | 4             | Providence Reds | 4                    |            |            |  |  |            |                 |            |
|  | N2          |                       |                 |               | Providence Reds | 4                    |            |            |  |  |            |                 |            |
|  | N3          | Nova Scotia Voyageurs | 2               |               |                 |                      |            |            |  |  |            |                 |            |
|  |             |                       |                 |               |                 |                      |            |            |  |  | N1         | Providence Reds | 1          |
|  |             |                       | S2              | Hershey Bears | 4               |                      |            |            |  |  |            |                 |            |
|  | S1          | Baltimore Clippers    | 4               |               |                 |                      |            |            |  |  |            |                 |            |
|  | S4          | Richmond Robins       | 1               |               |                 |                      |            |            |  |  |            |                 |            |
|  | S4          | Richmond Robins       | 1               |               | S1              | Baltimore Clippers   | 0          |            |  |  |            |                 |            |
|  |             |                       |                 |               | S1              | Baltimore Clippers   | 0          |            |  |  |            |                 |            |
|  |             | S2                    | Hershey Bears   | 4             |                 |                      |            |            |  |  |            |                 |            |
|  | S2          | S2                    | Hershey Bears   | 4             | Hershey Bears   | 4                    |            |            |  |  |            |                 |            |
|  | S2          |                       |                 |               | Hershey Bears   | 4                    |            |            |  |  |            |                 |            |
|  | S3          | Cincinnati Swords     | 1               |               |                 |                      |            |            |  |  |            |                 |            |

## Premi AHL
- Calder Cup: Hershey Bears
- F. G. "Teddy" Oke Trophy: Rochester Americans
- John D. Chick Trophy: Baltimore Clippers
- Dudley "Red" Garrett Memorial Award: Rick Middleton (Providence Reds)
- Eddie Shore Award: Gord Smith (Springfield Kings)
- Harry "Hap" Holmes Memorial Award: Jim Shaw e Dave Elenbaas (Nova Scotia Voyageurs)
- John B. Sollenberger Trophy: Steve West (New Haven Nighthawks)
- Les Cunningham Award: Art Stratton (Rochester Americans)
- Louis A. R. Pieri Memorial Award: Don Cherry (Rochester Americans)

### Vincitori
| Hershey Bears | Portieri: Denis Herron, Bob Johnson Difensori: Ron Jones, Ralph Keller, Yvon Labre, Gerry Methe, Dennis Owchar, Jim Pearson, Duane Rupp Attaccanti: Steve Andrascik, Robin Burns, Terry Ewasiuk, Hugh Harvey, Jim Hrycuik, Hank Nowak, Don Seiling, Dean Sheremeta, Jim Wiley Allenatore: Chuck Hamilton |

### AHL All-Star Team
First All-Star Team
- Attaccanti: Murray Kuntz • Steve West • Rick Middleton
- Difensori: Gord Smith • Ron Busniuk
- Portiere: Jim Shaw

Second All-Star Team
- Attaccanti: Jerry Byers • Art Stratton • Marc Dufour
- Difensori: Duane Rupp • John Bednarski
- Portiere: Denis DeJordy